# IC 1358
IC 1358 ist eine elliptische Galaxie vom Hubble-Typ S im Sternbild Steinbock auf der Ekliptik. Sie ist schätzungsweise 404 Millionen Lichtjahre von der Milchstraße entfernt.
Das Objekt wurde am 16. August 1892 von Stéphane Javelle entdeckt.